# Bactrocera ektoalangiae
Bactrocera ektoalangiae is een vliegensoort uit de familie van de boorvliegen (Tephritidae). De wetenschappelijke naam van de soort werd voor het eerst geldig gepubliceerd in 1999 door Drew en Hancock.